# In Your Mind
In Your Mind è il quarto album di Bryan Ferry, pubblicato dalla Polydor Records nel febbraio del 1977.

## Tracce
Brani composti da Bryan Ferry, eccetto dove indicato.
Lato A
1. This Is Tomorrow – 3:40
2. All Night Operator – 3:10
3. One Kiss – 3:36
4. Love Me Madly Again – 7:28

Durata totale: 17:54
Lato B
1. Tokyo Joe – 3:54
2. Party Doll – 4:33
3. Rock of Ages – 4:31 (Bryan Ferry, Chris Thomas)
4. In Your Mind – 5:19

Durata totale: 18:17

## Formazione
(Sul retrocopertina dell'album sono elencati i musicisti partecipanti alla registrazione, senza che siano specificati gli strumenti con cui hanno suonato)
- Bryan Ferry - (voce)
- John Porter
- Paul Thompson
- John Wetton
- Chris Spedding
- David Skinner
- Ann Odell
- Neil Hubbard
- Mel Collins
- Chris Mercer
- Martin Drover
- Ray Cooper
- Morris Pert
- Frankie Collins
- Paddie McHugh
- Dyan Birch
- Jacquie Sullivan
- Helen Chappelle
- Doreen Chanter
- Preston Hayward
- Phil Manzanera

Note aggiuntive
- Bryan Ferry e Steve Nye - produttori
- Ann Odell - arrangiamenti strumenti ad arco
- Chris Mercer e Mel Collins - arrangiamenti strumenti a fiato
- Registrazioni effettuate al Air Studios di Londra nel 1976/1977
- Steve Nye - ingegnere della registrazione
- Ross Cullum - assistente ingegnere della registrazione
- Nigel Walker - assistente ingegnere della registrazione

Ringraziamenti speciali a :
- John Punter
- Chris Thomas
- Geoff Haslam
- Bill Price